# Bulgaria en los Juegos Europeos de Minsk 2019
Bulgaria participó en los Juegos Europeos de Minsk 2019. Responsable del equipo nacional fue el Comité Olímpico Búlgaro.

## Medallistas
El equipo de Bulgaria obtuvo las siguientes medallas:
| Nombre                                                                           | Deporte           | Competición                         |
| -------------------------------------------------------------------------------- | ----------------- | ----------------------------------- |
| Oro                                                                              |                   |                                     |
| Stanimira Petrova                                                                | Boxeo             | Gallo (–57 kg) F                    |
| Ivet Goranova                                                                    | Karate            | Kumite –55 kg F                     |
| Mariya Oriashkova                                                                | Sambo             | –80 kg F                            |
| Plata                                                                            |                   |                                     |
| Daniel Asenov                                                                    | Boxeo             | Mosca (–52 kg) M                    |
| Tijomir Barotev Ivelina Lukaki Antonio Papazov Darina Pashova Ana Maria Stoilova | Gimnasia aeróbica | Grupo mixto                         |
| Katrin Taseva                                                                    | Gimnasia rítmica  | Pelota F                            |
| Simona Diankova Stefani Kiriakova Madlen Radukanova Laura Traets Erika Zafirova  | Gimnasia rítmica  | Conjuntos concurso completo F       |
| Simona Diankova Stefani Kiriakova Madlen Radukanova Laura Traets Erika Zafirova  | Gimnasia rítmica  | Conjuntos 5 con pelota F            |
| Ivailo Ivanov                                                                    | Judo              | –81 kg M                            |
| Mimi Jristova                                                                    | Lucha libre       | 57 kg F                             |
| Bronce                                                                           |                   |                                     |
| Gabriela Dimitrova                                                               | Boxeo             | Mosca (–51 kg) F                    |
| Katrin Taseva                                                                    | Gimnasia rítmica  | Cuerda F                            |
| Simona Diankova Stefani Kiriakova Madlen Radukanova Laura Traets Erika Zafirova  | Gimnasia rítmica  | Conjuntos 3 con aro y 2 con mazas F |
| Miglena Selishka                                                                 | Lucha libre       | 50 kg F                             |
| Sofia Gueorguieva                                                                | Lucha libre       | 68 kg F                             |
| Tsvetelina Tsvetanova                                                            | Sambo             | –48 kg F                            |
| Antoaneta Boneva                                                                 | Tiro              | Pistola 10 m F                      |
| Antoaneta Boneva                                                                 | Tiro              | Pistola 25 m F                      |